# Bobby Madden
Bobby Madden (East Kilbride, Escocia - 25 de octubre de 1978) es un árbitro de fútbol escocés internacional desde 2010 y arbitra en la Scottish Premiership.

## Torneos de selecciones
Ha arbitrado en los siguientes torneos de selecciones nacionales:
- Ronda Élite a la Eurocopa Sub-19 2010
- Clasificación al Campeonato Europeo Sub-17 de la UEFA 2012
- Clasificación para la Eurocopa Sub-21 de 2013
- Clasificación para el Campeonato Europeo de la UEFA Sub-19 2013
- Clasificación de UEFA para la Copa Mundial de Fútbol de 2014
- Clasificación para la Eurocopa 2016
- Eurocopa Sub-21 de 2017
- Clasificación de UEFA para la Copa Mundial de Fútbol de 2018
- Copa Mundial de Fútbol Sub-17 de 2017 en India
- Liga de las Naciones de la UEFA 2018-19
- Eurocopa Sub-21 de 2019 en Italia y San Marino
- Clasificación para la Eurocopa 2020

## Torneos de clubes
Ha arbitrado en los siguientes torneos de internacionales de clubes durante varios años:
- UEFA Europa League
- Liga de Campeones de la UEFA